# 페르소나 Q: 섀도우 오브 더 래버린스
페르소나 Q: 섀도우 오브 더 래버린스(Persona Q: Shadow of the Labyrinth)는 아틀러스 (기업)가 닌텐도 3DS용으로 개발한 롤플레잉 비디오 게임이다. 더 큰 여신전생 프랜차이즈의 일부인 페르소나 (시리즈) 시리즈의 일부이다. 2014년에는 전 지역에 걸쳐 출시되었다. 일본에서는 6월, 북미와 유럽에서는 11월, 호주에서는 12월에 출시되었다. 아틀러스는 일본과 북미에 게임을 출시했으며 NIS 아메리카는 PAL 지역에 게임을 출시했다.
페르소나 Q의 스토리는 여신전생 페르소나 3와 여신전생 페르소나 4의 크로스오버로, 페르소나 4의 캐릭터는 알 수 없는 힘에 의해 각 시대에서 끌려와 다른 세계에 있는 페르소나 4의 야소가미 고등학교의 복제품으로 보내진다. 기억을 빼앗긴 젠과 레이를 만나, 일행은 학교 안에 숨겨진 보물을 되찾기 위해 뭉쳐 학교에 있는 4개의 미궁을 탐험해야 한다. 이 보물은 Zen과 Rei의 기억을 복원하여 탈출 방법을 찾는 데 도움이 될 수 있다. 게임 플레이는 페르소나와 세계수의 미궁 시리즈의 요소를 융합하고 미로를 통과하는 1인칭 던전 탐험과 섀도우(Shadows)로 알려진 적에 대한 캐릭터의 "페르소나" 능력을 사용하는 전투에 중점을 둔다.

## 평가
| 평가 |        |
| --- | ------ |
| 통합 점수 통합사 점수 메타크리틱 83/100 [ 1 ] 평론 점수 평론사 점수 디스트럭토이드 8.5/10 [ 2 ] 유로게이머 80% [ 3 ] 패미츠 35/40 [ 4 ] 게임 인포머 9/10 [ 5 ] 게임스팟 80% [ 6 ] IGN 8.5/10 [ 7 ] 폴리곤 9/10 [ 8 ] |        |
| 통합 점수 |        |
| 통합사 | 점수   |
| 메타크리틱 | 83/100 |
| 평론 점수 |        |
| 평론사 | 점수   |
| 디스트럭토이드 | 8.5/10 |
| 유로게이머 | 80%    |
| 패미츠 | 35/40  |
| 게임 인포머 | 9/10   |
| 게임스팟 | 80%    |
| IGN | 8.5/10 |
| 폴리곤 | 9/10   |